# Граф Манстер
Граф Манстер (англ. Earl of Munster) — дворянский титул, один раз создававшийся в системе пэрства Ирландии и один раз — в системе пэрства Соединённого королевства. Угас в 2000 году.
Существовал также титул «герцог Манстер»

## История титула
20 мая 1789 года король Великобритании Георг III присвоил своему третьему сыну Уильям титулы герцога Кларенса и Сент-Эндрюса в пэрстве Великобритании и графа Манстера в пэрстве Ирландии. После того как 26 июня 1830 году умер его брат, король Георг IV, не оставивший детей, Уильям наследовал корону под именем Вильгельма IV. Титулы же, которые он носил до этого, вернулись короне.
4 июня 1831 года король Вильгельм IV воссоздал в системе пэрства Соединённого королевства титул графа Манстера вместе с титулами виконта Фицкларенса и барона Тьюксбери для своего старшего незаконнорождённого сына Джордж Август Фридерик Фицкларенс, родившегося от связи с его многолетней любовницей Дороти Джордан. При этом титул мог быть унаследован косвенным потомком первого владельца мужского пола.
Джордж Фицкларенс находился на военной службе и сильно тяготился своим положением незаконнорождённого сына, особенно после того, как королём стала его двоюродная сестра Виктория. В итоге в 1842 году он застрелился.
В дальнейшем титулом графа Манстера владели его потомки, а наследники в качестве титула учтивости использовали титул «виконт Фицкларенс». Двое сыновей Уильяма Фицкларенса, 2-го графа Манстера (умер в 1901), Джеффри Фицкларенс, 3-й граф Манстер (умер в 1902), и Обри Фицкларенс, 4-й граф Манстер (умер в 1928) не оставили сыновей, поэтому в 1928 году титул унаследовал сын их брата Гарольда — Джеффри Фицкларенс, 5-й граф Манстер (умер в 1975). Он был консервативным политиком и занимал разные посты в правительствах Стэнли Болдуина и Невилла Чемберлена и Уинстона Черчилля. Он также не оставил сыновей, поэтому после его смерти в 1975 году титулы унаследовал его троюродный брат Эдвард Чарльз Фицкларенс — внук Джорджа Фицкларенса, одного из сыновей 1-го графа Манстера.
Последним носителем титула был сын 6-го графа — Энтони Фицкларенс, 7-й граф Манстер. Он умер 20 декабря 2000 года и не оставил сыновей. Энтони был последним представителем рода Фицкларенсов мужского пола, поэтому после его смерти титулы графа Манстера, виконта Фицкларенса и барона Тьюксбери угасли.

## Графы Манстер

### Первая креация (1789, пэрство Ирландии)
- 1789—1830: Принц Уильям (Вильгельм) (21 августа 1765 — 20 июня 1837), герцог Кларенс и Сент-Эндрюс и граф Манстер с 1789 года, третий сын короля Великобритании Георга III и Шарлотты Мекленбург-Стрелицкой. В 1830 году стал королём Великобритании и Ирландии (под именем Вильгельм IV), а также Ганновера (под именем Вильгельм I)[1].

### Вторая креация (1831, пэрство Соединённого королевства)
- 1831—1842: Джордж Август Фридерик Фицкларенс (29 января 1794 — 20 марта 1842), 1-й граф Манстер, 1-й виконт Фицкларенс и 1-й барон Тьюксбери с 1831 года, незаконнорождённый сын предыдущего[5].
- 1842—1901: Уильям Джордж Фицкларенс (19 мая 1824 — 30 апреля 1901), 2-й граф Манстер, 2-й виконт Фицкларенс и 2-й барон Тьюксбери с 1842 года, сын предыдущего[6].
- 1901—1902: Джеффри Джордж Гордон Фицкларенс (18 июля 1859 — 2 февраля 1902), 3-й граф Манстер, 3-й виконт Фицкларенс и 3-й барон Тьюксбери с 1901 года, сын предыдущего[7].
- 1902—1928: Обри Фицкларенс[англ.] (7 июня 1862 — 1 января 1928), 4-й граф Манстер, 4-й виконт Фицкларенс и 4-й барон Тьюксбери с 1902 года, брат предыдущего[8].
- 1928—1975: Джеффри Уильям Ричард Хью Фицкларенс (17 февраля 1906 — 26 августа 1975), 5-й граф Манстер, 5-й виконт Фицкларенс и 5-й барон Тьюксбери с 1928 года, племянник предыдущего, сын Гарольда Эдварда Фицкларенса[9].
- 1976—1983: Эдвард Чарльз Фицкларенс[нем.] (3 октября 1899 — 15 ноября 1983), 6-й граф Манстер, 6-й виконт Фицкларенс и 6-й барон Тьюксбери с 1975 года, троюродный брат предыдущего, внук Джорджа Фицкларенса, одного из сыновей 1-го графа Манстера[10].
- 1983—2000: Энтони Фицкларенс, 7-й граф Манстер (21 марта 1926 — 30 декабря 2000), 7-й граф Манстер, 7-й виконт Фицкларенс и 7-й барон Тьюксбери с 1983 года, сын предыдущего[11].